# جايسون بيج
جايسون بيج (بالإنجليزية: Jason Paige)‏ هو ممثل أمريكي، ولد في 6 يناير 1969.

## وصلات خارجية
- جايسون بيج على موقع IMDb (الإنجليزية)
- جايسون بيج على موقع ميوزك برينز (الإنجليزية)
- جايسون بيج على موقع أول ميوزيك (الإنجليزية)
- جايسون بيج على موقع ديسكوغز (الإنجليزية)
- جايسون بيج على موقع قاعدة بيانات الفيلم (الإنجليزية)